# Tiếng Kirundi
Tiếng Kirundi, cũng được gọi là Rundi, là một ngôn ngữ Bantu được nói bởi khoảng chín triệu người tại Burundi, những vùng lân cận tại Tanzania và Cộng hòa Dân chủ Congo, và Uganda. Đây là ngôn ngữ chính thức của Burundi. Người nói Kirundi có thể hiểu người nói tiếng Kinyarwanda, ngôn ngữ chính thức của Rwanda, cả hai là một phần của một dãy phương ngữ rộng hơn, gọi là Rwanda-Rundi.
Người sống ở Rwanda và Burundi thuộc về ba nhóm dân tộc: Hutu (84%), Tutsi - tính cả người Hima (15%), và Twa (1%) (một nhóm người Pygmy). Tiếng Kirundi vốn là của người Hutu, song các dân tộc như Tutsi, Twa, Hima và một số khác đã tiếp nhận nó.
Tiếng Kirundi thường được nhắc đến khi bàn về quy tắc Meeussen, một quy tắc mô tả sự thay đổi về thanh điệu trong những ngôn ngữ Bantu.

## Âm vị

### Phụ âm
Dù có sự đồng thuận rằng tiếng Kirundi có 5 nguyên âm, số phụ âm có thể biến thiên từ 19 tới 26 tùy theo nghiên cứu. Bảng phụ âm bên dưới dựa trên một nghiên cứu hàn lâm được chấp nhận.
|          |           | Môi | Chân răng | Sau chân răng | Vòm | Ngạc mềm | Thanh hầu |
| -------- | --------- | --- | --------- | ------------- | --- | -------- | --------- |
| Mũi      | Mũi       | m   | n         |               | ɲ   | ŋ        |           |
| Tắc      | vô thanh  | p   | t         |               |     | k        |           |
| Tắc      | hữu thanh | b   | d         |               | ɟ   | g        |           |
| Tắc sát  | Tắc sát   | p͡f  | t͡s        | t͡ʃ            |     |          |           |
| Sát      | vô thanh  | f   | s         | ʃ             |     |          | h         |
| Sát      | hữu thanh | v   | z         | ʒ             |     |          |           |
| Tiếp cận | Tiếp cận  |     |           |               | j   | w        |           |
| Vỗ       | Vỗ        |     | ɾ         |               |     |          |           |
| Rung     | Rung      |     | r         |               |     |          |           |

### Nguyên âm
Bảng dưới là các nguyên âm trong tiếng Rundi.
|          | Trước | Sau |
| -------- | ----- | --- |
| Đóng     | i     | u   |
| Nửa đóng | e     | o   |
| Mở       | a     | a   |

Cả năm nguyên âm đều có dạng dài và ngắn.

### Thanh điệu
Tiếng Kirundi là một ngôn ngữ thanh điệu về cơ bản có hai thanh: cao và thấp. Vì ngôn ngữ này có sự khác biệt âm vị về chiều dài nguyên âm, khi một nguyên âm dài chuyển từ thanh thấp lên thanh cao, nó được xem như có một thanh lên cao. Ngược lại, khi một nguyên âm dài chuyển từ thanh cao xuống thanh thấp, nó được xem như có thanh xuống thấp.
Tiếng Kirundi thường được dùng làm ví dụ minh họa cho quy luật Meeussen.

### Cấu trúc âm tiết
Cấu trúc âm tiết trong tiếng Kirundi là CV (phụ âm-nguyên âm), nghĩa là không cụm phụ âm, không phụ âm đuôi, và không nhóm nguyên âm phức tạp. Từng có đề xuất về sự hiện diện của cấu trúc CVV, song những âm tiết CVV này đã được chứng minh rằng là CV về cấu trúc sâu, trong đó phụ âm kết hợp với nguyên âm thứ nhất.

## Ví dụ
| Ví dụ chuyển ngữ                                                   | Ví dụ chuyển ngữ                                    |
| ------------------------------------------------------------------ | --------------------------------------------------- |
| Mwaramutse                                                         | Chào/Chào buổi sáng                                 |
| Mwiriwe                                                            | Chào buổi tổi                                       |
| Ijoro ryiza                                                        | Chúc ngủ ngon                                       |
| Bite?                                                              | Chuyện gì vậy?                                      |
| Uravuga icongereza?                                                | Bạn có nói tiếng Anh không?                         |
| Ego                                                                | Có                                                  |
| Oya                                                                | Không                                               |
| Witwa gute?                                                        | Tên bạn là gì?                                      |
| Jewe nitwa                                                         | Tên tôi là                                          |
| Woshobora kumfasha?                                                | Bạn có thể giúp tôi không?                          |
| Ingezi                                                             | Du khách                                            |
| Amahera                                                            | Tiền                                                |
| Ikirundi n'ikinyarwanda bisa nk'igi czek n'igi slovak              | Rundi và Rwanda giống nhau như tiếng Séc và Slovak. |
| Amazi                                                              | Nước                                                |
| Amata                                                              | Sữa                                                 |
| Ejo                                                                | Ngày hôm qua                                        |
| Eejo°                                                              | Ngày mai                                            |
| Nzoza ejo/Nzoz'ejo                                                 | Tôi sẽ đến ngày mai                                 |
| Ubu                                                                | Bây giờ                                             |
| Igihugu                                                            | Quốc gia                                            |
| Faransa/Ubufaransa                                                 | Pháp                                                |
| Ngereza/Ubwongereza                                                | Anh                                                 |
| Leta zunz'ubumwe z'amerika                                         | Hoa Kỳ                                              |
| Ubudagi                                                            | Đức                                                 |
| Ububirigi                                                          | Bỉ                                                  |
| °: eejo được phát âm giống ejo: chữ e được viết thêm để phân biệt. |                                                     |